# The Beatles (serial)
The Beatles este un desen animat care prezintă trupa cu același nume. Acest serial a fost dat in SUA, în anul 1965 până in anul 1967, transmis de ABC.Din anul 1986 până in 1988 a fost dat la MTV și Disney Channel.El era transmis in fiecare sambata la ora 10:30AM.